# Oliver Goldsmith
Oliver Goldsmith (Elphin, 10 novembre 1728 – Londra, 4 aprile 1774) è stato uno scrittore e drammaturgo irlandese.

## Biografia
Figlio di un pastore anglicano, Goldsmith nacque molto probabilmente nel 1728, il 10 novembre, ma alcune fonti indicano come data di nascita il 29 novembre 1731. 
Studiò prima al Trinity College e quindi medicina ad Edimburgo e a Leida.
Ebbe una giovinezza piuttosto burrascosa ed uno spirito ribelle, come evidenziarono le sue fughe dal Trinity College.
Nonostante queste vicende, ottenne nel 1749 il baccellierato e due anni dopo chiese, invano, l'ordinazione a sacerdote.
Dopo aver girovagato per l'Europa, si stabilì a Londra dove si guadagnò da vivere scrivendo articoli per riviste, come il settimanale The Bee, o biografie. Nel 1761 incontrò Samuel Johnson, ne divenne amico ed entrò a fare parte del "The Club'". 
Goldsmith fu uno scrittore attivissimo e pubblicò una grande quantità di scritti su varie tematiche, dalla storia antica alle scienze naturali, dalla filosofia a numerose traduzioni.
Morì a Londra nel 1774.

## Opere
Goldsmith è oggi noto soprattutto per il suo romanzo Il vicario di Wakefield (The vicar of Wakefield), pubblicato nel 1766, uno dei romanzi più noti della letteratura inglese.
Fra le altre opere, Il cittadino del mondo del 1762, in cui Goldsmith commenta ironicamente la vita londinese tramite l'occhio di un visitatore cinese, e la commedia Ella si umilia per vincere (She Stoops to Conquer), uno dei maggiori successi del teatro inglese del Settecento.